# Harper's Bazaar
Harper’s Bazaar là tạp chí thời trang của Mỹ, phát hành số đầu tiên vào năm 1867. Thuộc tập đoàn Hearst, với tiêu chí trở thành tạp chí thời trang tin cậy dành cho phái nữ, Harper’s Bazaar được xếp vào những tạp chí thời trang hàng đầu thế giới với hơn 35 phiên bản và phát hành bằng 14 ngôn ngữ tại hơn 100 quốc gia.
Tổng biên tập hiện nay của Harper’s Bazaar Mỹ là nhà báo Glenda Bailey.

## Lịch sử
Ngay từ số báo đầu tiên ra mắt năm 1867, Harper’s Bazar (tên gọi đầu tiên của Harper's Bazaar) xuất hiện với tư cách là tạp chí thời trang đầu tiên của nước Mỹ. Thuộc quyền sáng lập của Harper & Brothers Co. (đây cũng là công ty đã cho ra đời Harper’s Magazine và nhà xuất bản HarperCollins), bộ máy ban đầu của tạp chí do nhà văn và dịch giả Mary Louise Booth làm Tổng biên tập đầu tiên; cùng với các biên tập viên thời trang như Carmel Snow, Carrie Donovan, Diana Vreeland, Liz Tilberis, Alexey Brodovitch, Brana Wolf; các nhiếp ảnh gia Louise Dahl-Wolfe, Man Ray, Diane Arbus, Richard Avedon, Robert Frank, Inez van Lamsweerde, Craig McDean và Patrick Demarchelier; chuyên gia minh họa Erté (Romain de Tirtoff) và Andy Warhol; các phóng viên Alice Meynell, Daisy Fellowes, Gloria Guinness, và Eleanor Hoyt Brainerd.
Khi Harper’s Bazaar bắt đầu được phát hành, nó là một tạp chí hàng tuần tập trung vào nhóm phụ nữ ở tầng lớp trung và thượng lưu. Tạp chí giới thiệu thời trang đến từ Đức và Paris và được trình bày theo dạng một tờ báo.
Từ năm 1901, Harper’s Bazaar thuộc sở hữu và điều hành bởi Tập đoàn Hearst (Mỹ) và Công ty The National Magazine (Anh). Năm 1912, Tập đoàn Hearst đã mua lại toàn bộ tạp chí. Trong giai đoạn chuyển giao thế kỷ tại Mỹ, Harper’s Bazaar bắt đầu đưa cả hình minh họa và hình chụp lên trang bìa và nội dung sẽ giới thiệu các xu hướng thời trang cao cấp đang thịnh hành. Harper’s Bazaar cũng chính thức chuyển sang dạng tạp chí hàng tháng và giữ nguyên như vậy cho tới tận ngày nay.
Điều thú vị đáng chú ý là trong thời gian này thời kỳ cuối giai đoạn Victoria, khi phong trào đòi quyền bầu cử đang trên đà thắng lợi (phụ nữ Mỹ vốn không có quyền bỏ phiếu cho tới năm 1920, khi luật sửa đổi 19 được thông qua), những váy và jacket dành cho phụ nữ được thiết kế để phù hợp hơn với quan điểm mới của chủ nghĩa nữ quyền. Bazaar cũng bắt đầu giới thiệu những nhân vật xã hội nổi bật lúc bấy giờ, chẳng hạn như gia đình Astors và gia đình Griscoms.

### Dấu ấn của Carmel Snow (1933-1957)
Năm 1933, Carmel Snow, biên tập viên cũ của tạp chí Vogue, về làm tổng biên tập mới của Harper’s Bazaar. Tinh thần làm việc hăng say của Snow (bà hiếm khi ngủ hoặc ăn, dù bà luôn mê những bữa ăn trưa nhàn nhã) và một khiếu phiêu lưu tuyệt vời mang lại sức sống cho các trang báo của Bazaar. Chính bà đã đưa phóng viên ảnh Martin Munkacsi đến một bãi biển lộng gió để chụp một trang lớn giới thiệu đồ bơi. Khi người mẫu chạy về phía máy ảnh, Munkacsi đã chụp được một tấm ảnh trở thành dấu mốc trong lịch sử các tạp chí thời trang. Cho đến thời điểm đó, hầu như tất cả các tạp chí đều chỉ cẩn trọng giới thiệu đồ bơi trên mannequin trong studio.
Tài năng của Snow còn thể hiện qua việc phát hiện và nuôi dưỡng những người tài giỏi nhất. Năm 1934, Carmel Snow tham dự một triển lãm của Câu lạc bộ Giám đốc nghệ thuật tại New York do Alexey Brodovitch tổ chức và ngay lập tức mời ông về làm Giám đốc nghệ thuật của Bazaar. Trong suốt quá trình làm việc tại đây, ông đã tạo ra một cuộc cách mạng về thiết kế tạp chí. Với sự hướng dẫn của ông, một số nghệ sĩ thị giác lớn nhất của thế kỷ 20 (bao gồm cả Irving Penn, Hiro, và, tất nhiên, Richard Avedon) đã tìm được đường phát triển. Đóng góp nổi bật của Brodovitch là cách tân logo Didot mang tính biểu tượng Bazaar với nhiều khoảng trắng và đưa con mắt điện ảnh của mình vào cách thiết kế trang. Đáng tiếc thay, cuộc sống cá nhân của Brodovitch không mấy vui vẻ. Bị nghiện rượu, ông rời khỏi Bazaar năm 1958 và cuối cùng chuyển đến miền Nam nước Pháp, nơi ông qua đời vào năm 1971.
Sự hợp tác của bốn tên tuổi lớn đã tạo nên nhiều tấm hình thời trang nổi tiếng cũng như tên tuổi của Harper's Bazaar trong thế kỷ 20 và chỉ kết thúc khi Snow nghỉ hưu ở tuổi 70 vào năm 1957.
Nonnie Moore được mời làm biên tập viên thời trang vào năm 1980 và đã viết cùng chuyên mục cho Mademoiselle. The New York Times đã nhận ra sự thay đổi cô mang tới cho Harper's Bazaar, nhấn mạnh rằng giờ tạp chí đã trở nên "buông tuồng hơn một chút" nhưng Moore "đã khiến quan điểm thời trang của cuốn tạp chí trở nên sắc sảo hơn" với tinh thần "sáng sủa, trẻ trung và phong cách hơn". Tờ báo cũng khen ngợi việc "sử dụng những nhiếp ảnh gia trẻ trung và thú vị" của cô như Oliviero Toscani.